# 科珀城 (密歇根州)
科珀城（英語：Copper City）是位於美國密歇根州霍頓縣卡柳梅特特設鎮區的一個村。

## 人口
根據2020年美國人口普查的數據，科珀城的面積為0.22平方千米，當中陸地面積為0.22平方千米，而水域面積為0.00平方千米。當地共有人口187人，而人口密度為每平方千米850人。